# ولکوش (ناحیه پرروف)
ولکوش (به چکی: Vlkoš) یک منطقهٔ مسکونی در جمهوری چک است که در ناحیه پرروف واقع شده‌است. ولکوش ۸٫۹۴ کیلومتر مربع مساحت و ۷۲۱ نفر جمعیت دارد و ۲۰۰ متر بالاتر از سطح دریا واقع شده‌است.